# مرله کریگول
مرله کریگول (استونیایی: Merle Krigul؛ زادهٔ ۱ ژانویهٔ ۱۹۵۴) لغت‌شناس، استاد دانشگاه، سیاستمدار و نماینده سابق مجلس اهل استونی است.